# Albany Street (Manhattan)
Albany Street es una calle corta en el Distrito Financiero del Lower Manhattan en Nueva York. La calle corre de oeste a este desde Battery Park Citya lo largo del río Hudson hasta Greenwich Street, pasando por South End Avenue y West Street en el camino. La calle tiene una pasarela que conecta con el puente Rector Street Bridge que cruza West Street.

## Historia
Según los mapas dibujados por David Valentine, la calle no existía antes de 1782. En 1789, era una pequeña extensión de Thames Street. En 1797 se construyó el primer muelle en el lado oeste de la isla. El muelle se utilizó como muelle para el ferry entre Nueva York y Albany, por lo que la calle que conduce al muelle se llamó "Calle Albany".
A principios de la década de 1850, se propuso que la calle se extendiera a través del patio junto a Trinity Church para conectar la calle con Broadway. La propuesta se convirtió en el centro de un acalorado debate entre la Corporación Municipal de Nueva York y la Corporación Religiosa de la Iglesia Trinity.
Cuando Battery Park City se construyó en un vertedero en el río Hudson en la década de 1980, la calle se extendió al oeste de West Street hacia el nuevo desarrollo.

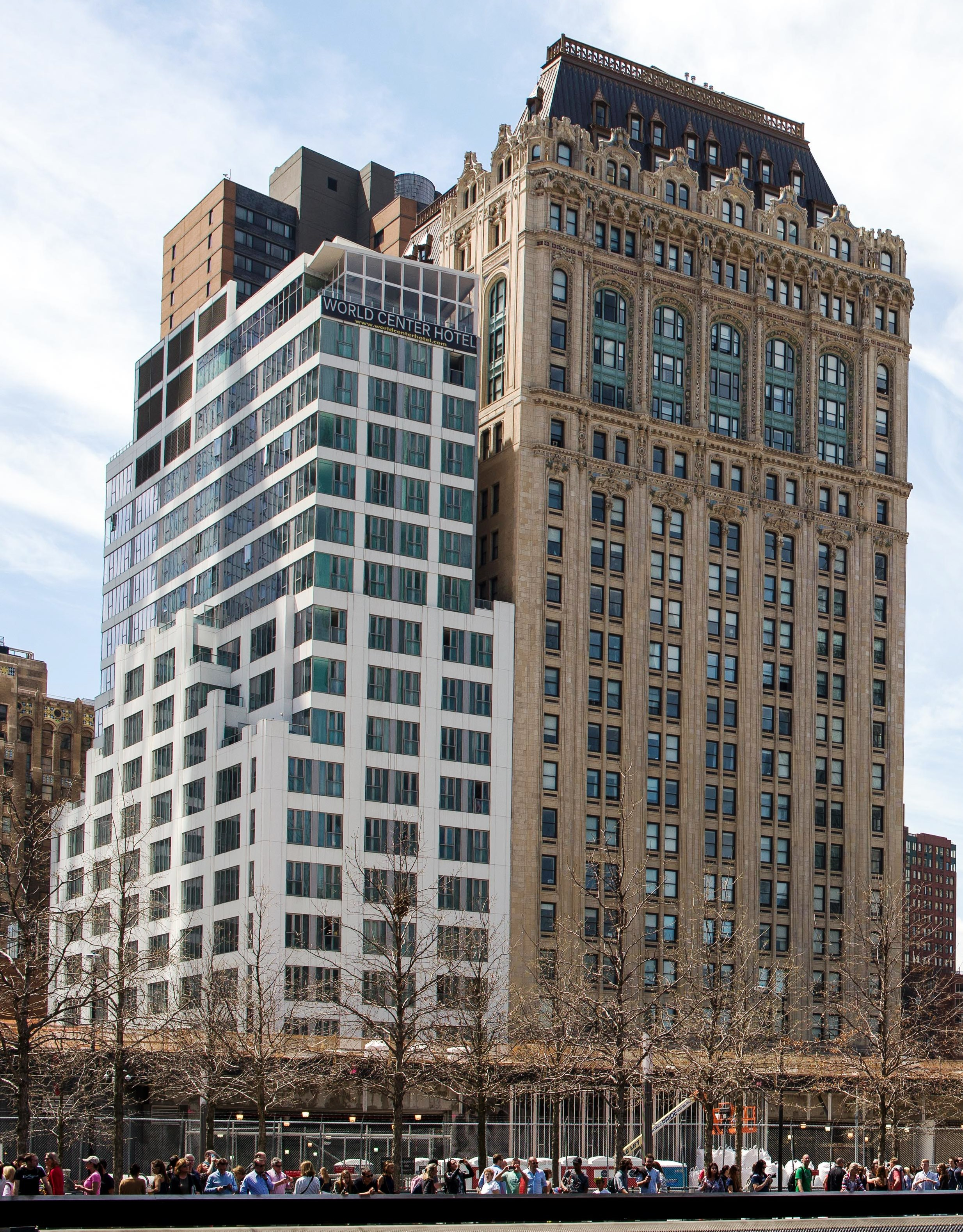
130 Cedar Street (izquierda) y 90 West Street

## Edificios
El Deutsche Bank Building estaba ubicado en el lado norte de la calle, pero sufrió graves daños en los atentados del 11 de septiembre de 2001. La Alianza para el centro de Nueva York y la Corporación de Desarrollo del Bajo Manhattan en 2014 reconstruyeron parte de ese sitio en un nuevo espacio público abierto, Albany Street Plaza.
Los edificios en Albany Street incluyen 90 West Street (1907), también conocido como West Street Building, un hito designado de la ciudad de Nueva York diseñado por Cass Gilbert, y 130 Cedar Street, anteriormente el Green Exchange Building de 12 pisos, diseñado por Renwick. Aspinwall & Guard y se completó en 1931. El edificio fue devastado en los ataques del 11 de septiembre y se reconstruyó en el hotel Club Quarters de 19 pisos, que se inauguró en 2000. Otros hoteles en Albany Street son el W New York Downtown en 8 Albany Street, el New York Marriott Downtown, ubicado en 85 West Street en la esquina de Albany Street, y el World Center Hotel en 144 Washington Street en Calle Albany.
También son de destacar los apartamentos de la casa adosada en 320-340 Albany Street y los apartamentos Hudson Tower en el número 350, ambos construidos en 1986 y ambos diseñados por Davis, Brody & Associates. Ambos edificios se mencionan en la Guía AIA de la ciudad de Nueva York.